# Nørrebro Bryghus
Nørrebro Bryghus er et økologisk mikrobryggeri med tilhørende restaurant og bar beliggende i Ryesgade på Nørrebro i København.

## Historie
Nørrebro Bryghus er stiftet af Anders Kissmeyer der er uddannet brygmester og tidligere afdelingschef på Carlsberg, forretningsmanden Frederik Heegaard og erhvervsmanden Lars Thuesen. I slutningen af 90'erne besøgte Anders Kissmeyer USA hvor unge, kreative brygmestre havde overtaget en del af den amerikanske øl-scene med mikrobryggerier. I 2002 mødet Anders Kissmeyer forretningsmanden Frederik Heegaard og erhvervsmanden Lars Thuesen og sammen med en række pionerer åbnede de 12. september 2003 Danmarks første mikrobryggeri - Nørrebro Bryghus. Mikrobryggeriet blev en succes og satte gang i strømmen af mikrobryggerier: få år efter åbningen af Nørrebro Bryghus var der mere end 100 nye mikrobryggerier i Danmark.
Nørrebro Bryghus åbnede i Ryesgade i en gammel fabriksbygning fra 1857. Der er restaurant på 1. sal og ølbar i kælderen. Anders Kissmeyer havde indtil 2006 ansvaret for det øl der daglig bliver brygget i de store tanke i den ene ende af bryghuset. I 2004 fik han Carlsbergs Semper Arden-pris for sin indsat for at fremme godt øl i Danmark.

## Nyt bryggeri
Umiddelbart efter Bryghusets åbning var der efterspørgsel af flaskeøl fra Nørrebro Bryghus. Det oprindelige bryggeri i Ryesgade havde kapacitet til efterspørgslen fra restaurant og bar, men ikke til produktion af flaskeøl. Et nyt, moderne og bryggeri med tilhørende tappelinje blev indkøbt i slutningen af 2005 og placeret i Hedehusene. I marts 2006 var flaskeøllet en realitet. I første omgang var det tre af de mest populære øl fra Ryesgade, der blev tappet på flaske - New York Lager, Ravnsborg Rød og Bombay Pale Ale. I dag produceres der flere forskellige flaskeøl som sælges fra Bryghuset i Ryesgade samt i specialbutikker og detailhandlen. Der producers desuden fadøl til en række udvalgte restauranter og barer.
Bryggerier har en kapacitet på 1,2 mio. liter om året og kan udvides efter behov. Det er de samme bryggere, der varetager brygningen af øl på Nørrebro Bryghus i Ryesgade og i Hedehusene. Der brygges efter samme opskrifter og i den samme tradition begge steder. Bryggeriet i Hedehusene er hovedkvarter for det meste af Nørrebro Bryghus’ administration.

## Øl og madkultur
Øllet på Nørrebro Bryghus skulle flytte grænser og holdninger. Gæsterne blev præsenteret for smagsoplevelser fra den belgiske, tyske, engelske og amerikanske bryggekultur samt nye eksperimenterende bryg - alt brygget på økologiske råvarer. Maden på Nørrebro Bryghus restaurant tager udgangspunkt i øl og det nordiske køkken med årstidernes råvarer. Både mikobryggeriet og restauranten har bibeholdt den oprindelige filosofi med vægt på nordisk smag og økologi.
De innovative øl kan smages på restauranten eller i baren i Ryesgade på Nørrebro. De mere klassiske øltyper produceres både til restauranten og til flaske.

## Øltyper
Siden åbningen i september 2003, har Nørrebro Bryghus brygget mere end 250 forskellige økologiske øltyper. Nørrebro Bryghus i Ryesgade lancerer minimum én ny økologisk øl hver måned. De fleste af disse månedsbryg produceres i begrænsede mængder. Alle Nørrebro Bryghus øl er økologiske, af bryghusets faste bryg kan nævnes:
- Bombay Pale Ale: er en india pale ale, en kraftig øl på 6,5 % alkohol brygget bl.a. på økologisk Pale Ale malt, som giver en dyb og intens maltkarakter. Masser af frugtige ale aromaer suppleres af intense indslag af klassiske aromahumler, som er tilsat efter gæringen.
- New York Lager: En traditionel, amerikansk undergæret øltype fra før forbudstiden. Kraftig, fyldig og mørkgylden øl på 5,2 % alkohol. Intens maltkarakter med karamelnoter, markant bitterhed og en blomsteragtig duft af nordamerikansk Cascade humle.
- Ravnsborg Rød: En variant af den klassiske britiske Amber eller Red Ale. Rødbrun, blød, rund og fyldig øl på ca. 5,5 % alkohol. Tæt maltkarakter blandet med en intens frugtrig og aromatisk duft. Smagen er præget af frugt og et krydret indslag af Amarillo humle. Blid bitterhed og en cremet fylde.
- Stuykman Wit: er en traditionel belgisk Witbier, brygget på økologisk pilsnermalt og hvedemalt. Den er på 5,0 % alkohol, fyldig, sødmefuld og krydret – tilsat koriander og pomerans.
- Böhmer Pilsner: er inspireret af den Bøhmiske Pilsner tradition. Brygget udelukkende på økologisk pilsner malt og Saazer humle, præget af milde maltaromaer med et diskret krydret humleindslag. Styrken er 5,0 % alkohol.
- King's County Brown Ale: Nørrebro Bryghus´ første gæstebryg – en klassisk amerikansk Brown Ale på 5,5 % alkohol modelleret efter gæstebryggeren Garrett Oliver´s egen Brooklyn Brown Ale. Mørk, middelfyldig, frugtig ale med duft og smag af nødder, chokolade og tørret frugt.
- Forårs Bock: En kraftig og fyldig forårsbebuder på 7,0 % alkohol. Brygget i den originale Bock tradition, som også tidligere var udgangspunktet for dansk påskebryg. Undergæret, kobbergylden med en diskret duft af mørk malt og humle. Smagen er rund, sødmefuld med præg af karamel og rosiner. Middel bitterhed og eftersmag.
- Lemon Ale: Lemon ale er en frisk og inciterende øl på 3,5 % alkohol og med et strejf af Asien. En ufiltreret, lys og letløbende ale, nænsomt krydret med aromatiske limeblade, citrongræs og en snert af ingefær.
- Stjernestund Klosterøl: en belgisk klosterdubbel på 5,7 %, farven er dyb brun med et tæt hvidt skum, mens smag og duft er umiskendeligt belgiske med tørret frugt, nødder og mælkechokolade i massevis.
- Nørrebros Julebryg: En unik, mørk filtreret ale på 7,0 % alkohol. Brygget på økologiske malte af byg, hvede og rug. Smagsat med en julehemmelig krydderiblanding. Fyldig, kompleks krydret duft og en kraftig syrlig og sødmefuld smag med en let bitter finish.
- The Good: er en let drikkelig pale ale på 5% alkohol med moderat bitterhed. Maltsammensætningen er simpel og giver plads til en frisk humleprofil med masser af citrusnoter.
- The Bad: er en belgisk triple på 9 % alkohol. Der er benyttet en belgian ale gær, som giver øllet en karakteristisk belgisk aroma. I smagen er der en intens sødme med frugtige noter.
- The Evil: er en imperial porter på 10 % alkohol. Maltprofilen består af en masse ristede malte samt en anelse røgmalt, der giver et hint af røg i smagen. Noter aaf lakrids og en intens humlebitterhed.

## Ølforum
Nørrebro Bryghus stiftede i 2007 Ølforum - en klub for ølentusiaster med en række fordele og et månedligt Ølsymposium med ølsmagning og ølfortælling af Nørrebro Bryghus brygger Emil Rosendahl Jensen. Nørrebro Bryghus Ølforumfa har omkring 1000 medlemmer. Det kræver ingen særlige forudsætninger at blive medlem.

## Konflikt med 3F
I sommeren 2007 kom Nørrebro Bryghus i konflikt med fagforeningen 3F. Årsagen var at 3F ikke ville acceptere den overenskomst som bryghuset har med Kristelig Fagforening. Den 19. september 2007 førte det til en boykot af bryghuset, der blev fulgt af en sympatikonflikt fra chauffører og lagerarbejdere organiseret i 3F, med det resultat at flaskeøl fra bryggeriet ikke blev leveret til supermarkeder fra Coop. Dette førte til at bryggeriet i oktober 2007 slæbte 3F i arbejdsretten, som dog først kunne behandle sagen i november samme år. Imens var bryggeriet lukningstruet  og medarbejderne holdt ugen før sagen skulle for retten en moddemonstration rettet mod 3F. 26. november 2007 blev sagen behandlet i arbejdsretten og bryggeriet fik løftet konflikten på deres bryggeri i Hedehusene ved at lade deres fire nye medarbejdere dér tegne overenskomst med 3F. Dog vil bryggeriets øvrige 50 ansatte bl.a. i deres restaurant stadig ikke være en del af 3F. Flere betegner afgørelsen som en delvis sejr for bryggeriet, da de derved igen kan distribuere øl til supermarkeder. Den 12. december 2007 afgjorde arbejdsretten, at fagforeningens sympatikonflikter og blokeringen af restauranten i Ryesgade var lovlige.

## Ombygning og nye tiltag
I 2014 gennemgik Nørrebro Bryghus en omfattende renovering for 3 millioner kroner. Med inspiration fra bryghuse i USA og London fik den gamle fabriksbygning fritlagte, rå vægge med print og lange barer. Nørrebro Bryghus er inddelt i 'sub' i kælderen, 'main' når man kommer op ad trappen og endelig 'Bronx', også på førstesalen, men længere inde mod gården. Om sommeren kan man sidde udenfor langs facaden i Ryesgade og i gårdhaven. I sommeren 2016 blev Nørrebro Bryghus en del af Copenhagen Jazz Festival og fra sensommeren 2016 spillested med søndags jazz den første søndag i måneden.
Nørrebro Bryghus besøges af ca. 60.000 gæster årligt.
I efteråret 2016 lancerede Nørrebro Bryghus et nyt takeaway koncept, hvor fadøl sælges i 1 liters dåser to go.
Fra januar 2017 sælger Nørrebro Bryghus desuden spareribs, Bryggerens Burger og Fish and chips som takeaway.

## Priser og nomineringer
- Nomineret til Byens Bedste Ølbar ved AOK 2016
- Nomineret til Byens Bedste Ølbar ved AOK 2015en.
- Nomineret til Byens Bedste Ølbar ved AOK 2013
- To guld og en sølv medalje i World Beer Cup 2010
- Bronze medalje til Little Korkny Ale på World Beer Cup 2008
- Nomineret til Årets VTO Oplevelsespris i 2008 (Videncenter for Turisme og Oplevelsesindustri).
- 2. plads i ”Branded packaging” (1. pladsen gik til iPod)på European DesignWeekAwards07 in London 2007
- Kåret som ”Byens bedste bryg” (Kbh) 2006 af AOK/Berlingske Tidende
- Kåret som “Bedste Danske Julebryg”, Politiken 2006
- "Debuting Brewery of the year" 2005 (ratebeer.com)
- North Bridge Extreme worlds best imperial IPA 2005 (ratebeer.com)
- North Bridge Extreme worlds 6. best beer ”over all” 2005 (ratebeer.com)
- Carlsbergs Semper Ardens Award 2004
- The Gastromical Academy Price of Honour 2004
- "Årets Bryggeri" 2003 (Danske Ølentusiaster)

## Ekstern henvisning
- www.noerrebrobryghus.dk